# Ministerio de Asuntos Internos y Comunicaciones de Japón
El Ministerio de Asuntos Internos y Comunicaciones (総務省, Sōmu-shō) es un gabinete-ministerial en el Gobierno de Japón, encargado de supervisar el sistema administrativo japonés y dirige gobiernos locales, elecciones, telecomunicación, correo y estadística gubernamental.
Este ministerio está albergado en el 2.º edificio de la Oficina de Gobierno Común Central en 2-1-2 Kasumigasaeki en Chiyoda, Tokio, Japón.
El nombre en español Ministerio de Administración Pública, Interior, Correos y Telecomunicaciones (MPHPT) fue utilizado con anterioridad a 2004. 
El Ministro de Asuntos Internos y Comunicaciones (総務大臣 Sōmu Daijin?) (総務大臣, Sōmu Daijin) está determinado entre los miembros del gabinete.

## Historia
El Ministerio fue creado el 6 de enero de 2001 por la fusión del Ministerio del Interior (自治省), el Ministerio de Correos y Telecomunicaciones (MPT, 郵政省) y la Agencia de Administración y Coordinación (総務庁). 

## Subdivisiones
El Ministerio tiene las subdivisiones siguientes desde julio de 2011:

### Agencias
- La secretaría del ministro (大臣官房)
  - Director-General de la secretaría del ministro
  - Director-General para Coordinación de Política (3)
  - Director-General para Regional Vitalization
  - Director-General para Evaluación de Política
  - Subdirector-General de la secretaría del ministro (14)
  - Counselor (12)
  - Secretarial División
  - División de Asuntos generales
  - División de cuentas
  - División de Planificación de la política
  - Evaluación de política y División de Relaciones Públicas
  - Oficina de administración
- Personal y Agencia de Pensión (人事恩給局)
  - Director-General del Personal y Agencia de Pensión
  - Subdirector-General de Personal y Agencia de Pensión
  - División de Asuntos generales
  - División de Política del personal
  - Envejeció División de Política del Personal
  - División de Planificación de la pensión
  - División de Examen de la pensión
  - División de Ejecución de la pensión
  - Counselor (5)
- Agencia de Administración administrativa (行政管理局)
  - Director-General de la Agencia de Administración Administrativa
  - Planeando y División de Coordinación
  - Sistemas de Información del gobierno que Planean División
  - Director para Administración (8)
- Agencia de Evaluación administrativa (行政評価局)
  - Director-General de la Agencia de Evaluación Administrativa
  - División de Asuntos generales
  - Administrativo Counseling División
  - Director para Evaluación de Política
  - Director para Evaluación e Inspección (9)
- Agencia de Administración local (自治行政局)
  - Director-General de la Agencia de Administración Local
  - División de Administración local
  - División de Mejora de la administración
  - División de Promoción de Fusión municipal
  - División de Política regional
  - Regional Self-División de Promoción del soporte
  - Personal de Servicio Público local Departamento
  - Director-General del Personal de Servicio Público Local Departamento
  - Personal de Servicio Público local División
  - División de bienestar
  - Departamento de elección
  - Director-General del Departamento de Elección
  - División de elección
  - División de Administración de la elección
  - División de Control de Fondos política
- Agencia de Finanza Pública local (自治財政局)
  - Director-General de la Agencia de Finanza Pública Local
  - División de Finanza Pública local
  - Coordinación de Finanza Pública local División
  - División de Impuesto de Asignación local
  - División de Vínculo local
  - División de Empresa Pública local
  - División de Administración financiera
- Agencia de Impuesto local (自治税務局)
  - Director-General de la Agencia de Impuesto Local
  - División de Planificación de Impuesto local
  - Prefectural División de Política del impuesto
  - División de Planificación de Impuesto municipal
  - División de Impuesto de Propiedad fija
- Global ICT Agencia de Estrategia (情報通信国際戦略局)
  - Director-General del Global ICT Agencia de Estrategia
  - Director-General para Asuntos Internacionales, Globales ICT Agencia de Estrategia
  - ICT División de Política de la estrategia
  - División de Política de la tecnología
  - División de estandarización
  - División de Política de Comunicaciones espacial
  - División de Política internacional
  - División de Asuntos Económica internacional
  - División de Cooperación internacional
  - Counselor
- Información y Agencia de Comunicaciones (情報流通行政局)
  - Director-General de la Información y Agencia de Comunicaciones
  - División de Asuntos generales
  - Promoción para División de Distribución del Contenido
  - ICT Accesibilidad y División de Desarrollo de Recursos Humana
  - Sistemas de Información adelantada y División de Software
  - División de Desarrollo de Comunicaciones regional
  - Retransmitiendo División de Política
  - Retransmitiendo División de Tecnología
  - Terrestre Retransmitiendo División
  - Satélite e Internacional Retransmitiendo División
  - Regional Retransmitiendo División
  - Planificación de Política de Servicios postal Departamento
  - Director-General de la Planificación de Política de Servicios Postal Departamento
  - Planeando División
  - División de Política postal
  - Ahorros postals y División de Póliza de seguro de Vida Postal
  - Entrega de correspondencia División Empresarial
- Agencia de telecomunicaciones (総合通信基盤局)
  - Director-General de la Agencia de Telecomunicaciones
  - División de Asuntos generales
  - Telecomunicaciones Departamento Empresarial
  - Director-General de las Telecomunicaciones Departamento Empresarial
  - División de Política de las telecomunicaciones
  - Arancel y Acceso de Telecomunicaciones División de Política
  - División de Comunicaciones del ordenador
  - División de Sistemas de la telecomunicación
  - División de Red adelantada
  - División de Política de Consumidor de telecomunicaciones
  - Departamento radiofónico
  - Director-General del Departamento Radiofónico
  - División de Política radiofónica
  - División de Comunicaciones Radiofónica fija
  - Aterrizar División de Comunicaciones Móviles
  - División de Comunicaciones de Satélite móvil
  - División de Entorno electromagnético
- Agencia de estadística (統計局)
  - Director-General de Agencia de Estadísticas
  - División de Asuntos generales
  - División de Sistemas de Información estadística
  - Departamento de Estándares estadísticos
  - Director-General del Departamento de Encuesta Estadístico
  - División de Planificación estadística
  - División de Asuntos Estadística internacional
  - Director para Estadístico Clearance (3)
  - Departamento de Encuesta estadística
  - General de director de Departamento
  - División de Planificación de la encuesta
  - División de Censo de la población
  - División de Estadística económica
  - División de Estadística de Estructura económica
  - División de Estadística del consumidor
  - General de director para Planificación de Política
  - Director para Planificación Estadística
  - Director para Estadístico Clearance (3)
  - Director para Asuntos Estadísticos Internacionales

### Institutos y universidades
- Universidad de Autonomía local (自治大学校)
- Instituto para Información y Política de Comunicaciones (情報通信政策研究所)
- Búsqueda estadística y Entrenando Instituto (統計研修所)
- Fuego y Administración de Disputa Universidad (消防大学校)

### Organizaciones especiales
- Consejo de Administración de Elección central (中央選挙管理会)
- Comité nacional para la Administración de Fondos Políticos (政治資金適正化委員会)
- Comisario para Administración de Disputa Local (自治紛争処理委員)

### Agencias externas
- Comisión de Coordinación de Disputa medioambiental (公害等調整委員会)
- Fuego y Administración de Desastre Agencia (消防庁)